# Anne-Marie Eddé
Pour les articles homonymes, voir Eddé.
Anne-Marie Eddé, née en 1950, est une historienne médiéviste, spécialiste du proche-orient et des croisades. 

## Biographie
Anne-Marie Eddé est née en 1950 au Liban, au sein d'une famille maronite qui compte dans ses membres plusieurs ministres. Elle s'installe à Paris en 1968 et y réétudie l'arabe. Après une formation historiographique générale, et une maîtrise menée avec Pierre Vidal-Naquet, elle s’oriente (sous la direction de Dominique Sourdel et dans le cadre d'une collaboration avec Claude Cahen) vers le monde arabo-musulman : « Je voulais faire de l’histoire byzantine. Et c’est à cause finalement de mes connaissances en arabe et de mes très faibles connaissances en grec que, très naturellement, je me suis orientée vers des domaines où je pouvais utiliser l’arabe, et donc vers le domaine de l’histoire arabo-musulmane. ».
Elle est nommée maître de conférences à  l'Université Paris IV Sorbonne puis professeur d'histoire médiévale à l'Université de Reims  Elle devient ensuite directrice de recherche au CNRS où elle dirige l'Institut de recherche et d'histoire des textes, avant d'être élue professeur d'histoire médiévale à l'Université Paris 1 Panthéon-Sorbonne . Ses travaux portent sur la politique, la société et l'économie de la Syrie médiévale, Saladin et les Ayyoubides, la représentation du pouvoir et les rapports entre croisés et musulmans en Terre sainte,,.

## Principales publications
- Izz al-Din Ibn Shaddad, Description de la Syrie du Nord, traduction annotée, Damas, 1984.
- Al-Makin Ibn al-'Amid, Chronique des Ayyoubides (602-658/1205-6-1259-60), traduction française annotée, Paris, 1994 (en collaboration avec Françoise Micheau)
- Les Communautés chrétiennes en pays d’islam du VIIe au XIe siècle, Paris, 1997 (en collaboration avec F. Micheau et Chr. Picard).
- La Principauté ayyoubide d’Alep, 579/1183-658/1260, Freiburger Islamstudien, 1999
- L’Orient au temps des croisades. Textes arabes choisis, GF-Flammarion, Paris, 2002 (en collaboration avec Françoise Micheau)
- Saladin, Flammarion, Paris, 2008, rééd. 2012
- Pouvoirs en islam (Xe – XVe siècle), La Documentation française, 2015 (en collaboration avec Annliese Nef)
- Gouverner en Islam (Xe – XVe siècle). Textes et documents, Paris, Publications de la Sorbonne, 2015 (en collaboration avec Sylvie Denoix)